# Ângelo da Sicília
Ângelo da Sicília, Ângelo de Jerusalém ou Ângelo de Licata foi um santo nascido em Jerusalém em 1185. Ele nasceu de uma família judaica e foi batizado, juntamente com seu irmão João, quando sua mãe se converteu ao cristianismo.
Foi martirizado em Licata, na Sicília, a 5 de Maio de 1220.

## Vida e obras
Aos 18 anos, entrou na Ordem do Carmo, na Palestina, e em 1213 foi ordenado aí sacerdote.
Em 1219 foi enviado a Roma para defender os interesses de sua Ordem. Dali partiu para a Sicília, a fim de converter os hereges cátaros ou albigenses.
Ele quis converter um cavaleiro cátaro chamado Berengário (Berengarius). A tradição católica afirma que ele estava vivendo em incesto e Ângelo conseguiu convencer a companheira de Berengário a deixá-lo. O cavaleiro, insensato, matou ou o fez matar em frente à Igreja de São Filipe e São Tiago, em Licata. Ele morreu dos ferimentos quatro dias após o ataque e, segundo a tradição, teria pedido o perdão do seu assassino. Ele foi enterrado na própria igreja.

## Devoção
Ele e Santo Alberto da Sicília são considerados como que "pais" da ordem dos carmelitas, por serem os primeiros dois santos da Ordem. Está entre os primeiros que deixaram o Monte Carmelo para evangelizar.
Na Sicília, há diversos lugares que tem Santo Ângelo como padroeiro, como Sant'Angelo Muxaro.
Suas relíquias foram trasladadas para um nova igreja em Licata, a Santa Maria do Carmo. O fim da epidemia de peste no Reino de Nápoles em 1656 foi atribuída a sua intercessão.